# Frederick William Beechey
Frederick William Beechey ( Londres, 17 de fevereiro de 1796 – Londres, 29 de novembro de 1856) foi um geógrafo, explorador e oficial naval britânico.

## Biografia
Era filho de Sir William Beechey. Em 1806, alistou-se na marinha e estava na ativa durante as guerras contra a França e Estados Unidos.  Em 1818, sob o comando do tenente John Franklin participou da expedição ao Oceano Ártico. No ano seguinte acompanhou o tenente  W. E. Parry em sua viagem a bordo do  "Hecla". Em 1821, participou de uma viagem para o  Mar Mediterrâneo. Em 1828, como resultado desta viagem ele e seu irmão,  Henry William Beechey, publicaram o livro "Apuntes de la Expedición para explorar la Costa Norte de África, de Trípoli al Este, 1821-1822".
Em 1825,  Beechey foi nomeado comandante do  "Blossom", cuja tarefa principal era explorar o  Estreito de Bering. Passando pelo estreito rumou até  as coordenadas geográficas 71°23'31" N. e 156°21'30" W. A expedição durou três anos e serviu para descobrir várias ilhas e visitar vários portos que  existiam na sua rota, podendo  conhecer lugares como São Francisco, na Califórnia e Mazatlán, no México.  No porto mexicano chegou em 3 de fevereiro de 1828, onde a expedição confeccionou um dos primeiros mapas conhecidos desta cidade. Publicou, em 1831, o relato desta viagem num livro sob o título "Narrativa de un Viaje al Pacífico Abordo del Blossom".
Nos anos de 1835 e 1836 o capitão  Beechey navegou pelas costas da América do Sul e de 1837 a 1847 nas costas da Irlanda.
Em 1854 foi nomeado vice-almirante e em 1855 foi eleito presidente da Sociedade Real de Geografia da Inglaterra.

## Obras
- Voyage of discovery towards the North Pole 1818. Londres (1843)
- Proceedings ofthe expedition to explore the northern coast of Africa. Londres (1827)
- Narrative of a voyage to the Pacific and Behring's Strait. 2 volumes. Londres (1831)